# Space Station 76
Space Station 76 è un film del 2014 diretto da Jack Plotnick. È una commedia fantascientifica.

## Trama
In un futuro in stile anni settanta, la Space Station 76 è una stazione di rifornimento comandata dal Capitano Glenn in orbita attorno a una Terra alternativa. Jessica Marlowe viene assegnata quale Primo ufficiale sulla stazione. Dopo i primi momenti apparentemente tranquilli, Jessica scopre che l'isolamento in uno spazio ridotto ha causato diversi problemi ai componenti dell'equipaggio.
Misty è una casalinga che ha una figlia con Ted di nome Sunshine, la quale è costretta a cavarsela da sola poiché la madre è divenuta dipendente dal valium che il Dottor Bot, un droide psicologo, le ordina continuamente. Misty evita contatti sessuali col marito, tuttavia ha rapporti fugaci con Steve, sposato con Donna, che ignora la relazione anche perché occupata con il figlio ancora in fasce. Ted, che da tempo cerca di ricongiungersi con la moglie senza successo inizia così a far amicizia con Jessica, che ricambia le attenzioni verso lui e Sunshine, anche perché Jessica si trova di fronte ad un muro quando cerca di parlare con lo scontroso e irritabile Capitano Glenn. Quest'ultimo cerca di nascondere la sua omosessualità e la depressione che gli ha generato la partenza di Daniel, il precedente Primo ufficiale, con il quale aveva una relazione.
Alla tradizionale festa di Natale Misty, che da tempo aveva preso di mira Jessica, propone di fare il gioco della verità, rivelando per prima che non ha mai avuto un orgasmo, suscitando le ire del marito Ted. Poco dopo che viene rivelato anche il segreto del Capitano e del precedente Primo ufficiale Daniel, un asteroide colpisce di striscio la nave, portando i presenti a riconsiderare quali sono i veri problemi e i doveri da compiere su una stazione spaziale.

## Distribuzione
Il film è stato presentato in anteprima ad Austin al South by Southwest festival l'8 marzo 2014.

## Colonna sonora
La colonna sonora del film è composta da Marc Fantini e Steffan Fantini ed è stata pubblicata in download digitale. Nel film sono inoltre presenti numerose canzoni degli anni sessanta e settanta, compresi quattro brani di Todd Rundgren: International Feel, I Saw The Light, Hello It's Me e Utopia Theme.

### Tracce
1. Introduction – 0:55
2. Title Sequence (Alien Ship) – 1:55
3. Roller Skating – 1:42
4. Irregularities – 0:33
5. Stressing Me – 0:35
6. Heres Comes the Delivery Man – 0:42
7. 70's Joy'nt – 0:53
8. World of Fantasy – 0:47
9. Hello – 0:38
10. Sunshine, No – 0:45
11. Asteroidal Pocket – 2:18
12. Sex and Death – 1:08
13. Never Been To Earth – 1:09
14. Romantic Joy'nt – 0:51
15. Last Gerbil – 1:25
16. Mail's Here – 0:29
17. Home Movies – 1:08
18. Mom In Pod – 1:07
19. Budding Romance – 1:19
20. Logan Is Coming – 0:16
21. Asteroid Hits – 2:25
22. Asteroid Misses – 2:15
23. Sunshine Floats – 0:51